# Liber aureus Epternacensis

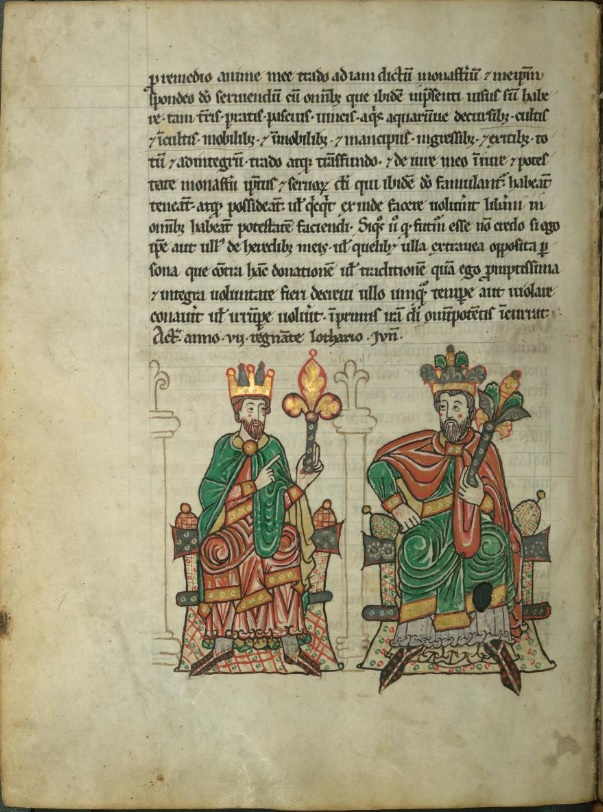
f. 71v: Zwei Herrscher

Der Liber aureus Epternacensis, auch Goldenes Buch der Abtei St. Willibrord in Echternach genannt, enthält etwa 240 Abschriften von Urkunden aus dem 7. bis 13. Jahrhundert, deren Originale heute größtenteils nicht mehr vorhanden sind. Seine Bezeichnung als Goldenes Buch verdankt die Handschrift wohl der kostbaren Gestaltung seines Inhalts. Die Überschrift Codex monasterii sancti Willibrodi Epternacensis continens fundatores monasterii et privilegia etc. aus dem 14. Jahrhundert auf dem ersten Blatt und die noch jüngere Aufschrift des ersten, nicht nummerierten Blatts B. Sancti Willibrordis Epternacensis liber aureus liber secundus bestimmen eindeutig die Herkunft der Handschrift.

## Geschichte
Im Jahr 1191 wurde in der Benediktiner-Abtei Echternach im Großherzogtum Luxemburg, wie auch in anderen Abteien und Klostergrundherrschaften, die Idee gefasst, die Besitztitel und Rechtsakte zu sammeln und eine großangelegte Klostergeschichte und Chronik zu schreiben. Der Vorsteher der Echternacher Klosterschule, der Mönch Theoderich, wurde damit beauftragt – in zwei Urkunden wird ein Theodericus scholasticus genannt. Wie wichtig diese Aufgabe war, erwies sich darin, dass er bereits im Jahr 1192 beauftragt wurde, Besitzansprüche des Erzbischofs Johann I. von Trier abzuwehren. Die Zusammenstellung konnte erst drei Jahrzehnte später, um 1222, durch einen nicht identifizierbaren Schreiber fertiggestellt werden. Dem liber aureus wurde eine große Bedeutung zugemessen, es gibt Randglossen aus verschiedenen Jahrhunderten, und um das 16. Jahrhundert wurde sogar eine Abschrift angefertigt, die sich jetzt im historischen Institut Luxemburg befindet.
Als im Jahr 1794 die französischen Revolutionsheere anrückten, flüchtete eine Gruppe von neun Echternacher Benediktinermönchen über Maria Laach ins thüringische Erfurt, wo sie im Kloster St. Peter ein vorläufiges Zuhause fanden. In ihrem Gepäck führten sie wertvolle Handschriften aus der Klosterbibliothek mit sich – darunter auch das Goldene Buch. In St. Peter stießen die Echternacher Mönche – unter ihnen auch der Klosterbibliothekar Konstantin Keiffer – auf den ehemaligen Benediktiner Dom Jean-Baptiste Maugérard aus dem Kloster St. Arnual in Metz, der wegen Eidesverweigerung auf die republikanische Verfassung aus Frankreich ausgewiesen worden war und in St. Peter in Erfurt bei dem dortigen Abt Placidus Muth Unterkunft fand. Maugérard ist bekannt geworden für den von ihm schwungvoll – und nicht immer uneigennützig – betriebenen Handschriftenhandel. Er verfügte über vorzügliche Verbindungen zu deutschen Fürstenhöfen und diente zahlreiche, aus den durch die französische Revolution bedrohten oder aufgehobenen Klöstern stammende Handschriften, Kodices und Inkunabeln von unschätzbarem Wert an. Während seines Erfurter Aufenthaltes hatte Maugérard engen Kontakt zu Herzog Ernst II. von Sachsen-Gotha-Altenburg geknüpft und dem kunstsinnigen und bibliophilen Fürsten Handschriften verkauft oder vermittelt. Über Maugérard dürfte der Kontakt der nach Erfurt geflüchteten Echternacher Benediktinermönche zu Herzog Ernst II. geknüpft worden sein: Am 5. September 1801 machten der Exmönch Konstantin Keiffer und die gothaischen Hofbeamten den Handel perfekt und der Liber aureus Epternacensis ging in den Besitz des Herzogs über und wurde dem fürstlichen Bibliotheksbestand einverleibt. Gegen Ende des Zweiten Weltkrieges fiel das wertvolle Goldene Buch den anrückenden russischen Truppen in die Hände und wurde als Kriegsbeute nach St. Petersburg verschleppt. Erst im Jahre 1956 ist der Liber aureus der Forschungs- und Landesbibliothek Gotha wieder zurückgegeben worden und befindet sich seitdem – nach einer gründlichen Restaurierung im Jahre 1958 – in der Handschriftenabteilung im Schloss Friedenstein in Gotha.

## Technische Daten
Die Handschrift besteht aus 137 beschriebenen Pergamentblättern sowie 3 unbeschriebenen und dem Spiegelblatt des alten Vorderdeckels. Der Codex bestand ursprünglich aus 15 Lagen, allesamt Quaternionen. Wohl im 15. Jahrhundert ist ihm eine weitere Lage vorangestellt worden, auf der sich Güteraufzeichnungen befinden. Am Schluss gibt es noch eine weitere Lage aus der ersten Hälfte des 16. Jahrhunderts und eine Lage mit verschiedenen Einträgen aus dem 14. und 15. Jahrhundert. Die Blätter sind im Format 27 × 20,5 cm. Den jetzigen Einband, der aus Holzdeckeln mit braunem, gepresstem Überleder besteht, dürfte der Codex um das Jahr 1500 erhalten haben. Der oben genannte Mönch Theoderich schrieb die ersten fünf Lagen, von Folio 4 bis 43 entsprechend der Gothaer Folienzählung des Gesamt-Codex, wie sie beim Digitalisat angegeben ist. Das Schriftfeld beträgt durchschnittlich 192 auf 125 mm und umfasst 26 Zeilen. Der unbekannte Schreiber von f. 44 bis zum Ende des alten Codex bringt 27 Zeilen in einem Schriftfeld von durchschnittlich 200 auf 135 mm unter.

## Inhalt
Die Anlage des Echternacher Klosterbuchs ist anders gedacht als das anderer Klöster. Die Echternacher, als treue Anhänger ihrer Herrscher, wollten die Geschichte aufschreiben, von den ältesten Zeiten bis zu den Staufern und diese mit den Ereignissen ihres Klosters verknüpfen. Ein zweiter Schreiber, der die Arbeit am Klosterbuch übernehmen musste, konnte dieser Zielstellung nur unzureichend entsprechen, was u. a. darin zum Ausdruck kommt, dass manche Urkunden mehrfach in die Zusammenstellung aufgenommen wurden.
Neben zwei Vorreden bilden die Chronik von Echternach und etwa 220 Urkunden den Inhalt des Buches. Das Spiegelblatt des alten Einbands (nicht paginiert) verzeichnet verschiedene Lehen. Auf f. 1–6 finden sich Bruchteile eines Weistums aus dem 15. Jahrhundert. Auf Folio 4 beginnt der alte Codex mit der Widmung an Abt Godfrid und endet auf f. 128v mit einer Urkunde aus der Zeit des Abtes Bartholomeus. Die Abtsliste – von verschiedenen Händen bis ins 17. Jahrhundert ergänzt – steht auf f. 105v. Der Codex endet mit Lehensverzeichnissen von Echternach und den Klostergütern in Ernzen und Osweiler.

## Buchschmuck

### Federzeichnungen
f. 28r: Irmina von Oeren und Willibrord mit der Stiftungsurkunde in den Händen

f. 32v: Pippin der Mittlere und Irmina, die beiden Stifter der Abtei

f. 90r: Otto I.

f. 97v: Heinrich II.
Daneben enthält die Handschrift Fleuronné-Initialen, die größten auf f. 7r und f. 24r erstrecken sich über die halbe Höhe der Seite.

### Miniaturen
f. 47r: Karl Martell

f. 52v: Ludwig der Fromme

f. 68v: Figur auf einem Thron mit Tierfüßen und -köpfen, daneben als Federzeichnung eine zweite thronende Figur

f. 71v: Zwei Figuren, durch Säulen getrennt